# Somatidia helmsi
Somatidia helmsi är en skalbaggsart som beskrevs av Sharp 1882. Somatidia helmsi ingår i släktet Somatidia och familjen långhorningar. Inga underarter finns listade i Catalogue of Life.